# Charles Fabry
Charles Fabry, all'anagrafe Maurice Paul Auguste Charles Fabry (Marsiglia, 11 giugno 1867 – Parigi, 11 dicembre 1945), è stato un fisico francese, il suo lavoro è stato dedicato quasi esclusivamente all'ottica, in particolare all'interferometria, alla spettroscopia e alla fotometria.

## Biografia
Fabry si è laureato presso l'École polytechnique di Parigi e ha conseguito il dottorato presso l'Università di Parigi nel 1892, per il suo lavoro sulle frange di interferenza, che lo ha stabilito come un'autorità nel campo dell'ottica e della spettroscopia. Ha lavorato come insegnante di fisica al liceo. È stato nominato successivamente professore a Pau nel 1889 a Nevers nel 1890, a Bordeaux nel 1892, a Marsiglia nel 1893, poi a Parigi. Nel 1904, è stato nominato professore di fisica presso l'Università di Marsiglia, dove è stato per 26 anni.

## Carriera
In ottica, ha scoperto una spiegazione per il fenomeno delle frange di interferenza. Insieme al suo collega Alfred Pérot ha inventato l'interferometro di Fabry-Pérot nel 1899. Nel 1913 insieme a Henri Buisson ha scoperto lo strato di ozono.
Nel 1921, Fabry è stato nominato professore di fisica generale presso la Sorbona ed è stato il primo direttore dell'Istituto di Ottica. Nel 1926 divenne anche professore presso l'École Polytechnique. È stato il primo direttore generale dell'Institut d'optique théorique et appliquée e direttore dell'École supérieure d'optique.
Fabry è stato il Presidente della Société astronomique de France (1931-1933).
Durante la sua carriera Fabry ha pubblicato 197 articoli scientifici, 14 libri e oltre 100 articoli popolari. Per i suoi importanti risultati scientifici ha ricevuto la medaglia Rumford dalla Royal Society di Londra nel 1918. Negli Stati Uniti il suo lavoro è stato riconosciuto dalla Medaglia Henry Draper della National Academy of Sciences (1919) e dalla Medaglia Franklin della Franklin Institute (1921). Nel 1927 è stato eletto dalla Accademia Francese delle Scienze.
Nel 1937 fonda con Henri Chrétien, Georges Guadet e André Bayle la  Recherche et Étude en Optique et Sciences Connexes.
È stato presidente onorario della Société française de photographie (1935-1937), successe a Georges Perrier, come presidente della Société française de physique nel 1924. Nel 1931 è stato membro straniero della Royal Society.

## Pubblicazioni
- Éléments de thermodynamique, A. Colin, 8° ed, 1952
- Les Radiations, A. Colin, 1945
- Propagation de la chaleur, A. Colin, 1942
- Éléments d'électricité, A. Colin, 1941
- Physique et astrophysique, Flammarion, Bibliothèque de philosophie scientifique, 1935
- Cours de physique de l'École polytechnique, Gauthier-Villars, 1933
- Optique, Presses universitaires de Francia, 3° editione, 1929
- Leçons élémentaires d'acoustique et d'optique à l'usage des candidats au certificat d'études physiques, chimiques et naturelles, Gauthier-Villars, 1898
- Leçons de photométrie professées à l'Institut d'optique théorique et appliquée, ed. de la Revue d'optique théorique et instrumentale, 1924
- Introduction à l'étude de l'optique appliquée, ed. de la Revue d'optique théorique et instrumentale, 1928